# Den yngre gubben

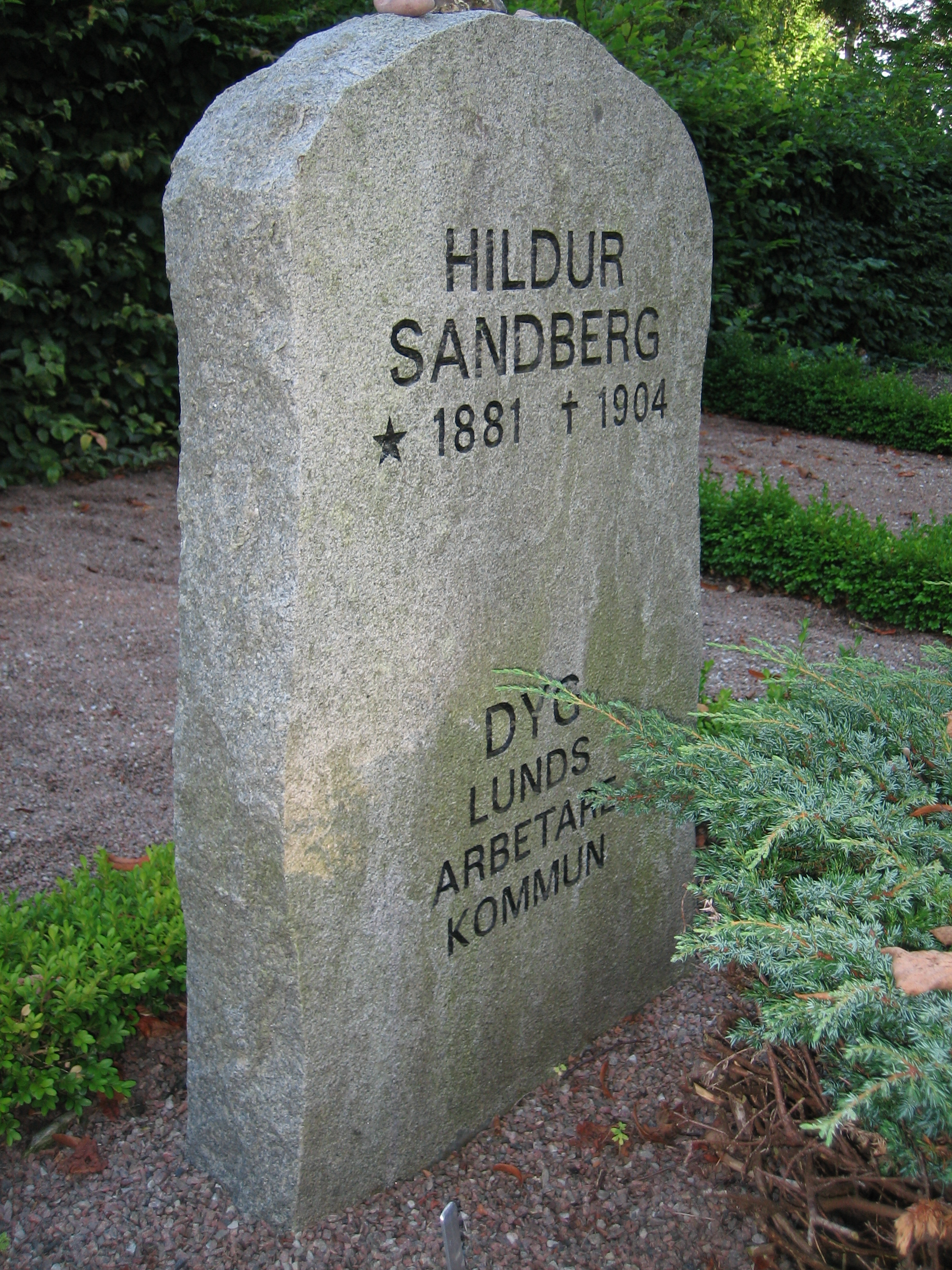
Den radikala socialdemokraten Hildur Sandbergs gravsten på Norra kyrkogården i Lund restes av D.Y.G.

Den Yngre Gubben (D.Y.G. – ofta uttolkat som De Yngre Gubbarna) var en kulturradikal studentförening i Lund (1896–1930-talet), efterföljare till 1880-talets ”Den Unge Gubben" (D.U.G.) (1887–1891). I början av 1900-talet knöt föreningen an till arbetarrörelsen med folkbildningsarbete i form av kurser, föreläsningar, icke-religiös söndagsskola och populärvetenskapliga artiklar.
I föreningens tidiga styrelser fanns medlemmar som Anna Bugge Wicksell och Hildur Sandberg. Föreningen har även haft betydelse för flera tunga svenska politiker. De socialdemokratiska statsråden Ernst Wigforss, Östen Undén och Tage Erlander var i ungdomen medlemmar, den senare i slutet av 1920-talet ordförande. Även den blivande Folkpartiledaren och handelsministern i samlingsregeringen 1944–1945, Bertil Ohlin, hade några år tidigare varit medlem.
Föreningen var den bas från vilken föreningen LSSK Lunds socialdemokratiska studentklubb startade. LSSK hör traditionellt till den mer radikala delen av Socialdemokraterna. Som förening ingår LSSK både i Lunds SAP och i Socialdemokratiska studentförbundet.